# 青山台 (名古屋市)
青山台（あおやまだい）は、愛知県名古屋市守山区にある地名。丁番を持たない単独町名である。住居表示未実施。

## 地理
名古屋市守山区志段味地区に位置する。東は桜坂、南は尾張旭市平子町北、西は百合が丘、北は泉が丘に接する。

## 歴史

### 地名の由来
周囲に自然の緑地が所在することから名付けられたものである。

### 沿革
- 1984年（昭和59年）3月30日 - 吉根特定土地区画整理組合設立認可
- 2006年（平成18年）11月25日 - 守山区大字吉根字太鼓ヶ根・字長廻間の各一部により青山台として成立[WEB 1]。

## 世帯数と人口
2019年（平成31年）4月1日現在の世帯数と人口は以下の通りである。
| 町丁   | 世帯数  | 人口  |
| ------ | ------- | ----- |
| 青山台 | 483世帯 | 873人 |

### 人口の変遷
国勢調査による人口の推移
| 2010年（平成22年） | 864人 | [ WEB 7 ] |  |
| 2015年（平成27年） | 792人 | [ WEB 8 ] |  |

## 学区
市立小・中学校に通う場合、学校等は以下の通りとなる。また、公立高等学校に通う場合の学区は以下の通りとなる。
| 番・番地等 | 小学校                   | 中学校               | 高等学校 |
| ---------- | ------------------------ | -------------------- | -------- |
| 全域       | 名古屋市立志段味西小学校 | 名古屋市立吉根中学校 | 尾張学区 |

## 交通
- 町域西端部を南北に東名高速道路が通過する。
- 愛知県道214号松本名古屋線

## 施設
- 愛知県営吉根住宅
- 太鼓ヶ根街園
- ホームプラザナフコ守山店
- オークワ名古屋守山店
- コープあいち守山センター

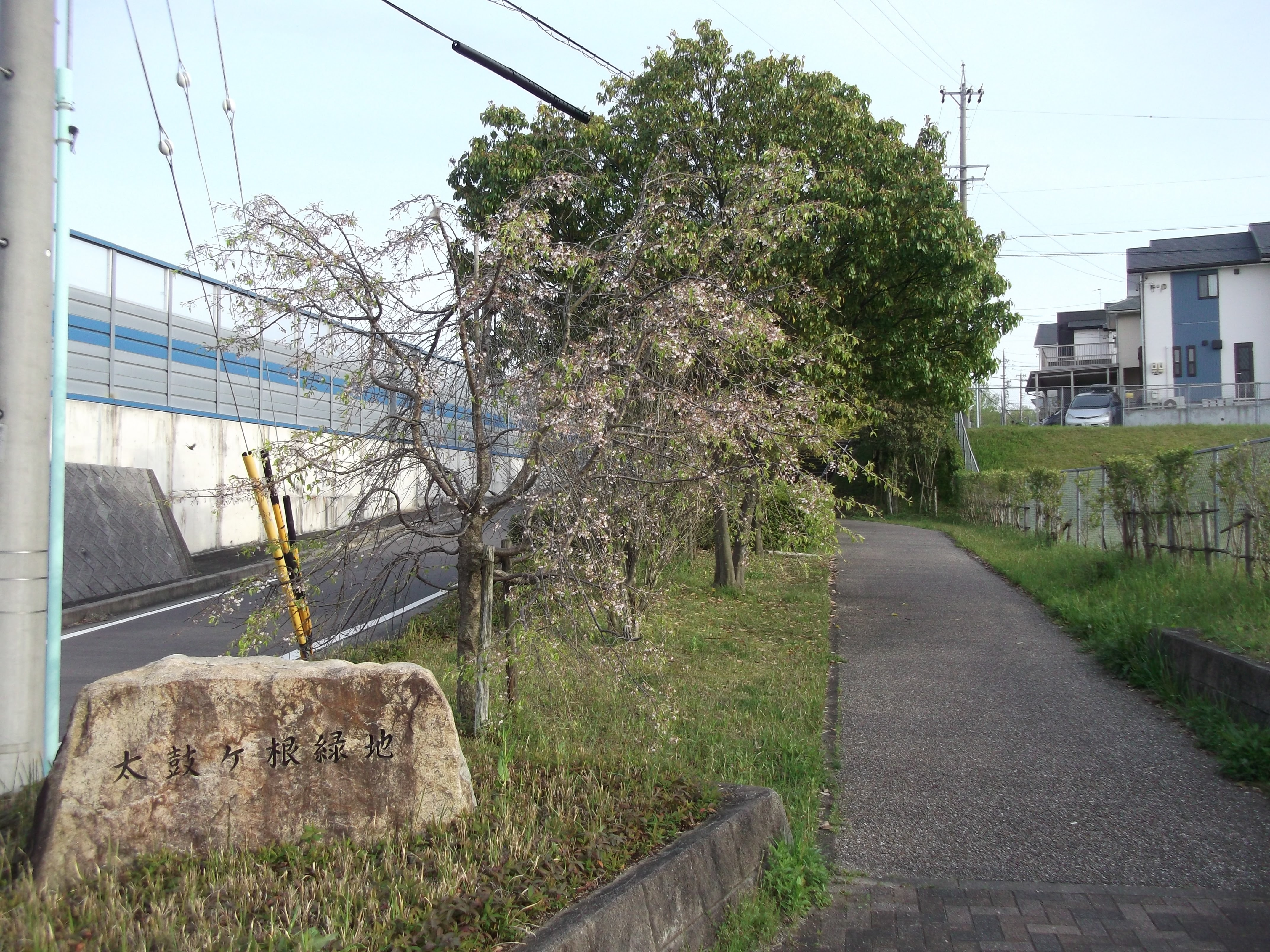
太鼓ヶ根街園（2015年4月）
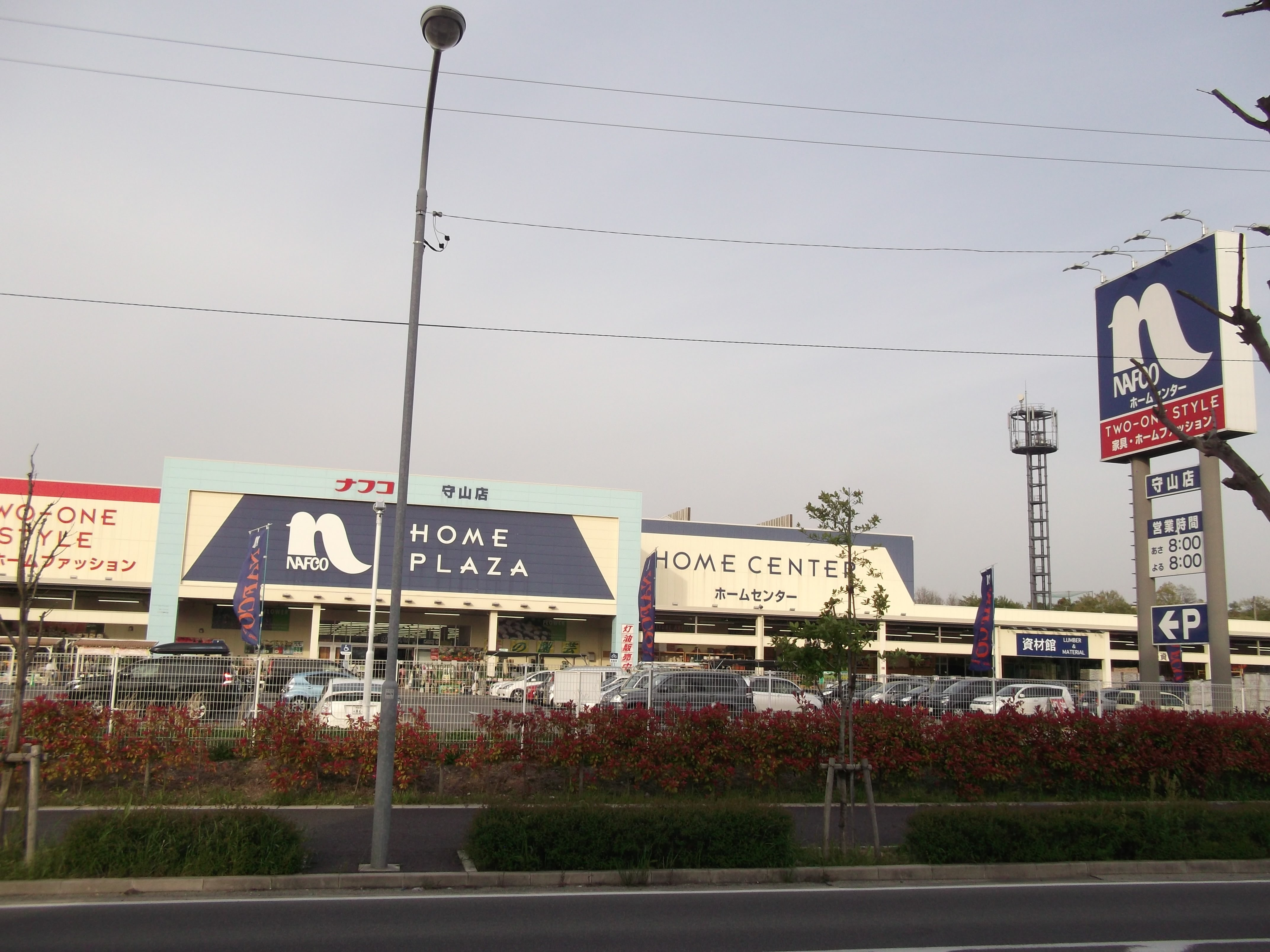
ホームプラザナフコ守山店（2015年4月）

## その他

### 日本郵便
- 郵便番号 : 463-0805[WEB 4]（集配局：守山郵便局[WEB 11]）。

### WEB
1. 1 2  名古屋市役所市民経済局地域振興部住民課町名表示係 (2013年6月6日). “名古屋市守山区の一部で町名・町界変更を実施(平成18年11月25日実施)”.   名古屋市役所. 2014年11月29日閲覧。
2. ↑  “愛知県名古屋市守山区の町丁・字一覧”.   人口統計ラボ. 2019年5月8日閲覧。
3. 1 2  “町・丁目(大字)別、年齢(10歳階級)別公簿人口(全市・区別)”.   名古屋市 (2019年4月22日). 2019年4月23日閲覧。
4. 1 2  “郵便番号”.  日本郵便. 2019年3月17日閲覧。
5. ↑  “市外局番の一覧”.   総務省. 2019年1月6日閲覧。
6. ↑  “守山区の町名一覧”.   名古屋市 (2015年10月21日). 2019年5月8日閲覧。
7. ↑  総務省統計局 (2012年1月20日). “平成22年国勢調査の調査結果(e-Stat) - 男女別人口及び世帯数 －町丁・字等”. 2019年3月23日閲覧。
8. ↑  総務省統計局 (2017年1月27日). “平成27年国勢調査の調査結果(e-Stat) - 男女別人口及び世帯数 －町丁・字等”. 2019年3月23日閲覧。
9. ↑  “市立小・中学校の通学区域一覧”.   名古屋市 (2018年11月10日). 2019年1月14日閲覧。
10. ↑  “平成29年度以降の愛知県公立高等学校（全日制課程）入学者選抜における通学区域並びに群及びグループ分け案について”.   愛知県教育委員会 (2015年2月16日). 2019年1月14日閲覧。
11. ↑  “郵便番号簿 2018年度版” (PDF).   日本郵便. 2019年5月8日閲覧。

### 書籍
1. ↑  守山区制50周年記念事業実行委員会 2013, p. 350.